# Гластонбери фестивал
Гластонбери фестивал (енг. Glastonbury Festival) је петодневни фестивал који се одржава у месту Пилтон, Сомерсет у Енглеској. Одржава се скоро сваке године крајем јуна и почетком јула. Поред савремене музике, фестивал нуди и програме који укључују плес, позориште, циркус, кабаре и друге уметности. Водећи поп и рок уметници су се појавили на главним бинама.
Гластонбери је највећи травнати фестивал на свету и тренутно може да прими око 200.000 људи, међутим то захтева велику инфраструктуру у смислу безбедности, транспорта, воде и снабдевања електричном енергијом. Већина особља су волонтери, помажући фестивалу да прикупи милионе фунти за хуманитарне сврхе. 
Фестивал Гластонбери одржаван је са мањим прекидима од 1970. до 1981. године; од тада се одржава сваке године, са изузецима у неким годинама где се узима пауза, углавном у петогодишњим интервалима, са намером да се земљиште, локално становништво и организатори одморе. 2018. била је таква година, а следећи фестивал одржан је од 26. до 30. јуна 2019. 

## Досадашња издања фестивала

### 1970—1989
| #  | Година | Датуми        | Продате улазнице | Главни извођачи                          | Остали значајнији извођачи | Цена карата (фунте) |
| -- | ------ | ------------- | ---------------- | ---------------------------------------- | --- | ------------------- |
| 1  | 1970   | 19. септембар | 1.500            | [ 5 ]                                    | · Дастер Бенет · Алан Баун · Вејн Фонтана · · Марк Болан · Кит Крисмас · Ал Стјуарт · ·                                                    | £1                  |
| 2  | 1971   | 22—24. јун    | 12.000           | Дејвид Боуи                              | Џоан Баез · · Мелани · · | бесплатан улаз      |
| 3  | 1978   | 28. јун—8 јул | 500              | /                                        | | /                   |
| 4  | 1979   | 21—23. јун    | 12.000           | Тим Блејк · Питер Габријел               | Стив Хилиџ · · | £5                  |
| 5  | 1981   | 19—21. јун    | 18.000           | · Џинџер Бејкер                          | · · Гордон Гилтрап · Џуди Цуке · Џон Купер Кларк · · · Роберт Хантер · · · Тим Блејк                                                       | £8                  |
| 6  | 1982   | 18—20. јун    | 25,000           | Ван Морисон · Џексон Браун               | Џуди Цуке · Ричи Хејвенс · · · Џон Купер Кларк · · · Дејвид Рапапорт · Алекси Сејл · ·                                                     | £8                  |
| 7  | 1983   | 17—19. јун    | 30.000           | Кертис Мејфилд · UB40                        | · · Кинг Сани Аде · · Том Пакстон · Денис Браун · · Жан Филип Рикел · · Алекси Сејл · · · Др Џон · Алексис Корнер · · Мелани · Кевин Браун | £12                 |
| 8  | 1984   | 22—24. јун    | 35.000           | ·                                        | Ијан Дјури · Џоан Баез · · Фела Кути · · Др Џон · · Кристи Мур · · · Били Браг · · Пол Брејди · Стив Џолиф                                 | £13                 |
| 9  | 1985   | 21—23. јун    | 40.000           | · Џо Кокер · The Boomtown Rats                            | · · Ник Лоу · · Грегори Ајзакс · Хју Масекела · · · Робин Вилијамсон · · · Алекси Сејл                                                     | £16                 |
| 10 | 1986   | 20—22. јун    | 60.000           | ·                                        | · · Руби Тарнер · · · Хауард Хјуз · Родни Ален · Лојд Кол · · · Лаудон Вејнрајт III · Џон Мартин · · · Кристи Мур · Гил Скот-Херон         | £17                 |
| 11 | 1987   | 19—21. јун    | 60.000           | Елвис Костело · Ван Морисон ·            | · Бен Е. Кинг · · Ричард Томпсон · Кортни Пајн · · Пол Брејди · · · Мишел Шокд · · Родни Ален                                              | £21                 |
| 12 | 1989   | 16—18. јун    | 65.000           | Елвис Костело · Ван Морисон · Сузан Вега | · · Фела Кути · · Јусу Ндур · · · Дејвид Радер · · Алекси Сејл · · · Хиткоут Вилијамс · · · Flaco Jiménez · Лусинда Вилијамс               | £28                 |

### 1990—2009
| #  | Година | Датуми     | Продате улазнице | Главни извођачи                  | Остали значајнији извођачи | Цена карата (фунте) |
| -- | ------ | ---------- | ---------------- | -------------------------------- | --- | ------------------- |
| 13 | 1990   | 22—24. јун | 70.000           | · · Шинејд О'Ќонор               | Дејвид Линдли · · | £38                 |
| 14 | 1992   | 26—28. јун | 70.000           | · · Јусу Ндур                    | Лу Рид · Пи Џеј Харви · Бади Гај · · Ричард Томпсон · Били Браг | £49                 |
| 15 | 1993   | 25—27. јун | 80.000           | · Кристи Мур · Лени Кравиц       | · Ван Морисон · Ненси Грифит · · Роберт Плант · Алисон Моје · Баба Мал · · Винтон Марсалис ·                                                                                 | £58                 |
| 16 | 1994   | 24—26. јун | 80.000           | · Елвис Костело · Питер Габријел | Џони Кеш · Бјерк · Ван Морисон · Џексон Браун · Двајт Јоукам · · · Ајрис Демент · Мери Блек · Џон Хајат                                                                      | £59                 |
| 17 | 1995   | 23—25. јун | 80.000           | ·                                | · Џеф Бакли · Пејџ и Плант · Пи Џеј Харви · Танита Тикарам · | £65                 |
| 18 | 1997   | 27—29. јун | 90.000           | ·                                | · Стинг · Стив Винвуд · Ван Морисон · Шерил Кроу · · Бек · · · Били Браг · Ненси Грифит · Реј Дејвис · · · Нене Чери · · Шон Колвин · Шерон Шенон · Бет Ортон · Ани Дифранко | £75                 |
| 19 | 1998   | 26—28. јун | 100.500          | ·                                | Боб Дилан · Роби Вилијамс · · Тони Бенет · Тори Ејмос · · Рони Сајз · · Трики · · · Ијан Браун ·                                                                             | £80                 |
| 20 | 1999   | 25—27. јун | 100.500          | ·                                | · Лени Кравиц · · Ал Грин · Џо Страмер · · Елајза Карти · · Бет Ортон · Били Браг · · Елиот Смит · · · Лони Донеган · Сузан Вега · Меријен Фејтфул · Фетбој Слим             | £83                 |
| 21 | 2000   | 23—25. јун | 100.000          | Дејвид Боуи ·                    | · · Вили Нелсон · Џулс Холанд · Вајклеф Жан · · · Берт Бакарак · Игл-Ај Чери · Шерон Шенон · · · Дејвид Греј · · · Сузан Вега · Кејт Расби                                   | £87                 |
| 22 | 2002   | 28—30. јун | 140.000          | · Род Стјуарт ·                  | · Роџер Вотерс · Ајзак Хејс · · Ману Чао · Ролф Харис · · Фетбој Слим · · | £97                 |
| 23 | 2003   | 27—29. јун | 150.000          | · Моби                           | · · Дејвид Греј · · · Дејмијен Рајс · Артур Ли · · Џими Клиф · · | £105                |
| 24 | 2004   | 25—27. јун | 150.000          | Пол Макартни ·                   | Џејмс Браун · Мориси · Џос Стоун · | £112                |
| 25 | 2005   | 24—26. јун | 153.000          | ·                                | · · Елвис Костело · Брајан Вилсон · · Џејмс Блант · · Кеј Ти Танстал · · | £125                |
| 26 | 2007   | 22—24. јун | 135.000          | ·                                | Адел · · Ширли Беси · Бјерк · Ејми Вајнхаус · Иги Поп · Кејт Неш · Лили Ален · · Корин Бејли Ре · Дејмијан Марли · Били Браг                                                 | £145                |
| 27 | 2008   | 27—29. јун | 134.000          | · Џеј-Зи · The Verve                      | Ленард Коен · Нил Дајмонд · Ејми Вајнхаус · Џон Мејер · Ману Чао · Соломон Берк · Џоан Баез · Џими Клиф · Лупе Фијаско · Еди Грант · · Лора Марлинг · · Дизи Раскал          | £155                |
| 28 | 2009   | 26—28. јун | 135.000          | Нил Јанг · Брус Спрингстин · Blur    | · Лејди Гага · Лили Ален · Том Џоунс · · Дизи Раскал · · Реџина Спектор · | £175                |

### 2010—2019
| #  | Година | Датуми     | Продате улазнице | Главни извођачи | Остали значајнији извођачи | Цена карата (фунте) |
| -- | ------ | ---------- | ---------------- | --------------- | --- | ------------------- |
| 29 | 2010   | 25—27. јун | 135.000          | · Стиви Вондер  | · Шакира · · Џексон Браун · · Реј Дејвис · Том Јорк · Били Браг · · Нора Џоунс · Вили Нелсон · Феми Кути · Палома Фејт · | £185                |
| 30 | 2011   | 24—26. јун | 135.000          | · Бијонсе       | Б. Б. Кинг · Мориси · Пол Сајмон · · Педи Неш | £195                |
| 31 | 2013   | 28—30. јун | 135.000          | ·               | Дизи Раскал · Бен Хауард · Џејк Баг · Брус Форсајт · · Кени Роџерс · · Били Браг · Скрилекс | £205                |
| 32 | 2014   | 27—29. јун | 135.000          | ·               | Лили Ален · · Џејк Баг · · Доли Партон · Роберт Плант · Лана дел Реј · Скрилекс · Џек Вајт · · Били Браг | £210                |
| 33 | 2015   | 24—28. јун | 135.000          | · Канје Вест ·  | Лајонел Ричи · Фарел Вилијамс · · Пол Велер · · Палома Фејт · · Џорџ Езра · Пети Смит · · Берт Бакарак · · · Били Браг · | £225                |
| 34 | 2016   | 22—26. јун | 135.000          | · Адел ·        | · Пи Џеј Харви · Бек · · Ели Голдинг · · Скепта · · · Џејк Баг · · · Дејмон Албарн · Синди Лопер · Гари Кларк Џуниор · · · Били Браг · | £228                |
| 35 | 2017   | 21—25. јун | 135.000          | · Ед Ширан      | · · Лијам Галагер · Кејти Пери · Бари Гиб · · Лорд · · Стормзи · · Крис Кристоферсон · Лора Марлинг · Емели Санде · Дизи Раскал · Соланж · · · Џорџ Езра · Холзи · Крејг Дејвид · Џулс Холанд · Дуа Липа · Туве Лу · Џејми Калум · Деклан Макена · Луси Спреган · Габријел Аплин · · · Били Браг                                  | £238                |
| 36 | 2019   | 26—30. јун |                  | · · Стормзи     | Кајли Миног · Џенет Џексон · Џорџ Езра · Лијам Галагер · · Лорин Хил · Мајли Сајрус · Хозијер · Шерил Кроу · Ен-Мари · Том Одел · Кари Андервуд · Мејвис Стејплс · · · Џон Хопкинс · · Џанел Моне · Шон Пол · · Кет Пауер · · · Сигрид · Дејв · Били Ајлиш · Џорџа Смит · · Камаси Вошингтон · · · Багзи Малон · · Луис Капалди · | £248                |

## Акције
Године 2019. Гластонбери фестивал је забранио употребу пластичних амбалажа. 